# Pascal Marchand
Pour les articles homonymes, voir Marchand.
Pascal Marchand est un géographe français, né le 4 décembre 1949.
C'est l'un des principaux spécialistes français de la Russie et de l'ex-URSS.

## Biographie
Il est docteur en géographie depuis 1990, après une thèse intitulée La Volga : aménagement et environnement.
Il est professeur à l'Université de Lyon II, à Sciences Po Lyon et fait partie du Pôle d'études en politiques sociales et économiques (PEPSE) à Grenoble II. Il est aussi membre de la commission de géographie politique et de géopolitique du Comité national français de géographie (CNFG).

## Ouvrages
- Géopolitique de la Russie, Ellipses, 2007, 619p.  (ISBN 978-2729832582)
- Atlas géopolitique de la Russie. Puissance d'hier, puissance de demain, Autrement, 2007.  (ISBN 978-2746710511)
  - Réédition : Atlas géopolitique de la Russie. Autrement, 2019.  (ISBN 978-2-7467-5121-7)
- Atlas de Moscou, avec une cartographie de Cyrille Suss, Autrement, Collection Atlas / Mégapoles, 2010.
- La Russie par-delà le bien et le mal, idées reçues sur la «puissance pauvre» Le Cavalier Bleu Édition, 2017,  (ISBN 979-1031802305)

Ouvrages collectifs
- Dir. avec Liliane Bensahel, Les régions de Russie à l'épreuve des théories et pratiques économiques, L'Harmattan, 2005.  (ISBN 978-2747589697)
- Dir. avec Annette Ciattoni, La Russie, SEDES, 2007.  (ISBN 978-2301000002)